# 人生何處不相逢
《人生何處不相逢》是香港女歌手陳慧嫻在1988年推出的粵語歌曲，作曲、編曲羅大佑，填詞簡寧，監製歐丁玉。歌曲收錄於同年推出的《秋色》，是該碟的第四主打歌。

## 背景
歌名據考證最早的出處是北宋文人晏殊的詩金柅園：「臨川樓上柅園中，十五年前此會同。一曲清歌滿樽酒，人生何處不相逢。」，意指「即使分了手亦有機會再見面的」。此前陳慧嫻宣布將離開樂壇赴外國留學，《秋色》是其一系列離別曲的濫觴（除《人生何處不相逢》外，還有專輯同名曲和《幾時再見?!》）。當時香港移民潮正盛，於是亦有樂評人視之為其中一首應此而生的流行歌曲。
樂曲以純五聲音階寫成，作曲人為當時移居香港的台灣唱作歌手羅大佑。羅大佑亦負責編曲並親自演奏鍵琴部分，前奏被指有其前作《海上花》的影子。
簡寧曾在微博透露，他收到樂曲樣本帶時，獲要求以「告別的年代」（及後羅大佑在1989年發表以此為標題的個人專輯和歌曲）為主題填詞。詞人以其常用的意象「風」說人生的聚散。基調獲評「灑脫」。

## 影像
據陳慧嫻憶述，此曲之音樂錄影帶乃於石澳後灘以及一圈養雞鴨之農舍取景。
1993年10月，無綫電視翡翠台播放音樂特輯《紐約嫻情》，《人生何處不相逢》是曲目之一。

## 反響
此曲派台後取得極佳的成績，是陳慧嫻的第一首三台冠軍歌，是903專業推介於1988年正式開榜後她取得的首支冠軍歌，更成為三星期冠軍歌，為她帶來了歷來最高殊榮的個人歌手獎—叱咤樂壇女歌手銀獎。
陳慧嫻的歌唱生涯中共有兩首三週冠軍歌，一首是《人生何處不相逢》，而另一首則是她的首本名曲《千千闋歌》。

## 獎項
- 1988年度十大勁歌金曲頒獎禮 - 第四季季選入選歌曲[13]

## 流行榜成績
| 叱咤903 | RTHK龍虎榜 | TVB勁歌金榜 |
| ------- | ---------- | ----------- |
| 1*      | 1          | 1           |

- 註:*為三星期冠軍。

- 叱咤903流行榜走勢(只計算1988年、在1989年上榜兩週後落榜，合共上榜12週):

1->5->1->1->4->7->9->11->23->29
- TVB勁歌金榜走勢：3->1->4

## 製作群
- 爵士鼓：波仔
- 貝斯：鯨仔
- 結他、高架鼓、混音、錄音、監製：歐丁玉
- 鍵琴、作曲、編曲：羅大佑
- 和聲：陳碧清、張偉文、周小君、李君、譚錫禧

## 其他版本
1989年，周华健推出國語版《最真的夢》（羅大佑和洪艾倫共同編曲）。1995年，羅大佑發表了OK男女合唱團的台語版《十八姑娘》。
《人生何處不相逢》頗受中國大陸的發燒音樂界歡迎，曾獲廣東歌手鍾明秋、李爍、王聞翻唱、二胡手黃江琴和古箏手段銀瑩翻奏，收錄於其發燒專輯內。香港歌手的翻唱則較少為銷售性質：香港女歌手周慧敏和黎瑞恩曾分別於電視節目《週末任你點》（1992年）和演唱會（2013年）中翻唱此曲。2019年，無綫電視電視劇《牛下女高音》第30集大結局中，三位主角陸同（歐瑞偉飾）、邵偉朝（阿蕉）（曾航生飾）及游志雄（遊子）（鄭敬基飾）因懷緬過去而合唱此曲。2020年4月，藝人薛家燕和伍衛國於無綫電視音樂節目《流行經典50年》（2020年第9集）中翻唱此曲。

### 马来西亚/新加坡地区
| 年份 | 发行公司     | 演唱者 | 专辑            | 语言      | 版本        | 编曲          | 舞蹈指导             | 备注       |
| ---- | ------------ | ------ | --------------- | --------- | ----------- | ------------- | -------------------- | ---------- |
| 2016 | 南方唱片机构 | 郭雯雯 | 星光灿烂        | 华语      | 单曲        | BATMAN/林添顺 |                      |            |
| 2022 | 南方唱片机构 | 佘美汝 | 见面也该说Hello | 粤语      | Remix舞蹈版 | BATMAN/林添顺 | 马华公会霹雳州妇女组 |            |
| 2025 | 豪声唱片     | 黄晓凤 | 你要的爱        | 粤语      | 单曲        | BATMAN/林添顺 |                      |            |
| 2025 | 豪声唱片     | 黄晓凤 | 你要的爱        | 粤语+华语 | 合唱组曲    | BATMAN/林添顺 |                      | 程慧雯合唱 |